# Viktor Soevorov

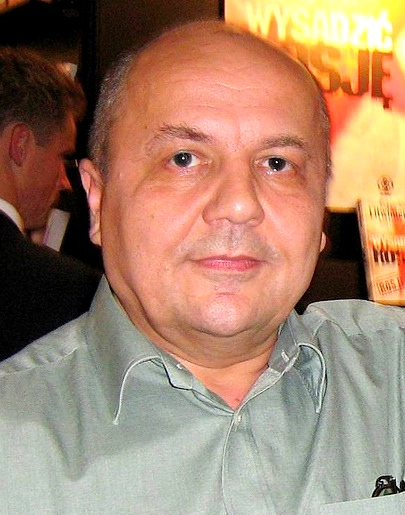
Viktor Soevorov

Viktor Soevorov (Russisch: Виктор Суворов) (Barabasch (kraj Primorje), 20 april 1947), pseudoniem voor Vladimir Bogdanovitsj Rezoen (Russisch: Владимир Богданович Резун), is een Russisch (Oekraïens) schrijver, historicus, voormalig Sovjetspion en thans Engels staatsburger.

## Leven
Soevorov diende als officier in het Rode leger, werkte bij de inlichtingendienst en was later diplomaat bij de Verenigde Naties in Genève. Van daaruit vluchtte hij in 1978 naar Engeland, waar hij politiek asiel aanvroeg. In Groot-Brittannië maakte hij naam als schrijver van een aantal controversiële boeken over de Sovjet-Unie, meer in het bijzonder over de speciale eenheden Spetsnaz en de inlichtingendienst. Ook verdedigde hij de stelling dat de aanval van Duitsland op Rusland in 1941 in feite bedoeld was om een op handen zijnde Russische aanval op Duitsland voor te zijn. (Jozef Stalin zou toen al van plan zijn geweest de latere Oostbloklanden te annexeren). Deze stellingname kwam hem op veel kritiek te staan, niet alleen van historici, maar sommige kringen verweten hem zelfs pro-nazisme en holocaustontkenning.
Soevorov schreef ook een aantal romans, over het algemeen handelend over dezelfde thematiek welke hij ook in zijn non-fictie aansnijdt; vaak zijn ze ook bedoeld om, zoals hij het zelf zegt, 'niet hard te maken veronderstellingen psychologisch kracht bij te zetten'.

## Werken
Het werk van Soevorov werd niet in het Nederlands vertaald. Hieronder volgen de Engelse plus Russische titels van zijn werk (hij schrijft overwegend in het Russisch).
- Over het uitbreken van de oorlog tussen de Nazi’s en de Sovjet-Unie:
  - Icebreaker (Ледокол), 1990
  - Day "M" (День "М"), 1996
  - Suicide. For what reason Hitler attacked the Soviet Union? (Самоубийство), 2000
  - Last Republic, 1997
- Aquarium (Аквариум), 1985
- Inside the Soviet Army,, 1982
- The Liberators, 1981
- Shadow of Victory  (Тень победы), vragen over Georgi Zjoekov, eerste boek van een trilogie
- I Take My Words Back (Беру Свои Слова Обратно), vragen over Georgi Zjoekov, tweede boek van een trilogie
- Cleansing (Очищение); Waarom onthoofde Stalin zijn leger?,  2002
- Inside Soviet Military Intelligence, 1984
- Spetsnaz, 1987
- Tales of a Liberator (Рассказы освободителя), roman
- Control (Контроль), roman
- Choice (Выбор), roman
- The Chief Culprit: Stalin's Grand Design to Start World War II, 2008.